# Giovanna Mallucci
 (avril 2025).
Giovanna Rachele Mallucci (née le 29 juin 1963) est une neurobiologiste et une neurologue britannique, actuellement directrice du centre de l'institut de recherche sur les maladies neurodégénératives à l'Université de Cambridge (Royaume-Uni) depuis mars 2022. De 2017 à 2022, elle était la directrice du UK Dementia Research Institute à l’Université de Cambridge. Elle a également occupé la position de "Van Geest Professor of Clinical Neuroscience" dans cette université de 2014 à 2022.  Elle est spécialiste en maladies neurodégénératives,,.

## Éducation
Giovanna Mallucci a étudié à la Haberdashers' Aske's School for Girls (en)à Elstree, dans le Hertfordshire, puis intégré l’université d’Oxford, où elle a obtenu un Bachelor of Art (Honours Degree) en physiologie en 1985. Elle obtient un Bachelors of Medicine and Surgery (Honours Degree)  au University College de Londres en 1988. En 2001, elle obtient son doctorat à la University of London, suivi par une « specialist accreditation » (CSST) en neurologie en 2005.

## Carrière et travaux de recherche
Giovanna Mallucci a contribué à des avancées significatives en biologie, principalement concernant le phénomène d’amplification « Protein misfolding cyclic amplification (PMCA)» appliqué aux maladies neuro-évolutives,  dont elle découvrit le potentiel pour inverser la dégénérescence des cellules nerveuses.
Elle fut en effet la première à comprendre comment les réponses homéostatiques dérégulées, notamment la Protein misfolding cyclic amplification (en) (UPR), induisent la perte neuronale. Elle établit le principe de la modulation UPR thérapeutique en découvrant la première petite molécule permettant de prévenir la dégénérescence neurologique, et en identifiant des médicaments possiblement capables de limiter les dommages sur les cellules nerveuses, actuellement en tests cliniques.
Elle a également montré que la signalisation UPR subcellulaire crée des « refuges » pour les mitochondries lors d’épisodes de stress du réticulum endoplasmique. Elle découvrit le rôle de la protéine du choc froid, RBM3 (en), dans la régénération des synapses et son potentiel thérapeutique pour la neuroprotection. Ses travaux ont contribué à changer les perspectives concernant la prise en charge des maladies neuro-évolutives comme la maladie d'Alzheimer.